# Herschel Supply Co.

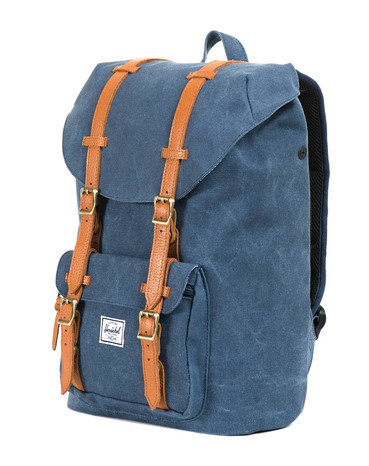
Herschel backpack (2013)

Herschel Supply Co. è un'azienda canadese di hipster stile rétro zaini e accessori.

## Storia
La società viene fondata da Lyndon e Jamie Cormack nel 2009 a Vancouver, Columbia Britannica. L'espansione veloce portò la società ad avere 10.000 punti vendita nel 2016. Slate Magazine descrive il marchio come "a global phenomenon, glimpsed wherever hipsters dare to tread."
I prodotti sono zaini, duffel bag, altri bagagli, cappelli e accessori. I prodotti sono rivolti a clienti dai 18 a 35 anni d'età, con un senso di nostalgia. Il nome della società deriva da Herschel (Saskatchewan), villaggio di frontiera.
Herschel opera con 44 magazzini nel mondo.